# Godbluff
Godbluff is het vijfde studioalbum van Van der Graaf Generator.

## Inleiding
Na een stilte van drie jaar kwam de band terug met een nieuw album. In die drie jaar werkte Hammill aan solowerk, de band probeerde wel weer op te starten met af en toe een poging tot reünie, maar de opnamen werden nooit voortgezet of afgemaakt; ze werden in 1982 uitgegeven onder de titel Time vaults. VdGG gaf vanaf mei 1975 concerten in Frankrijk en trok in juli 1975 de Rockfield Studios in, maar dit keer zonder begeleiding van een muziekproducent, die taak namen ze er zelf bij. Aangezien de opnamen van het vorig album Pawn hearts de band hadden uitgeput, wilde ze geen soortgelijk album maken. Het instrumentarium was inmiddels uitgebreid met een clavinet, dat bespeeld werd door Hammill; hij had er mee gewerkt op zijn soloalbum Nadir's big chance.
De plaat met vier tracks werd gestoken in een eenvoudige hoes. Naast het nieuwe logo van VdGG ontworpen door John Pasche is in een soort stempelafdruk de titel te lezen: Godbluff.
De ontvangst was wel als vanouds. De meningen liepen wederom sterk uiteen van "onsamenhangend" (Melody Maker), "te veel avant-garde" (Lancashire Evening Post) tot "essentieel" (Sounds). In terugblik gaven zowel AllMusic als Mojo een hoge waardering aan het album. Deze mening werd gesterkt door de site Progarchives; daar waardeerden 2116 fans van progressieve rock het album met een gemiddeld 4,48 uit 5 (gegevens 13 januari 2021). Progwereld duidde het in 2008 als meesterwerk in combinatie met haar twee opvolgers.
In Nederland was er in het begin minder ophef, het album kwam in de pers pas ter sprake toen VdGG een aantal Nederlandse zalen aandeed. Tekenend wellicht is de recensie uit De Waarheid van 25 september 1975 van een concert in Paradiso met een opmerking dat de stukken oneindig lang leken; De Waarheid sprak daarbij over een Amerikaanse band. OOR's Pop-encyclopedie (versie 1979) gaf geen waardeoordeel over Godbluff; het maakte alleen melding dat het een herstart was wat resulteerde in drie albums.  

## Musici
- Peter Hammill – zang, piano, clavinet, elektrische gitaar
- Hugh Banton – hammondorgel, baspedalen, basgitaar
- David Jackson – saxofoons, dwarsfluit
- Guy Evans – drumstel, percussie

## Muziek
| Nr. | Titel                             | Duur |
| --- | --------------------------------- | ---- |
| 1.  | The undercover man (Hammill)      | 7:32 |
| 2.  | Scorched earth (Hammill, Jackson) | 9:44 |

| Nr. | Titel                      | Duur  |
| --- | -------------------------- | ----- |
| 1.  | Arrow (Hammill)            | 9:48  |
| 2.  | The sleepwalkers (Hammill) | 10:40 |

Een heruitgave uit 2005 werd aangevuld met twee livetracks opgenomen in Rimini (9 augustus 1975). Het zijn Forsaken gardens (7:50) en A louse is not a home (12:47) beide afkomstig van soloalbums van Hammill.